# Kurköln
Kurköln, auch Erzstift und Kurfürstentum Köln, war eines der ursprünglich sieben Kurfürstentümer des Heiligen Römischen Reiches. Es bildete den weltlichen Herrschaftsbereich der Erzbischöfe von Köln und ist von deren sehr viel größerem Erzbistum zu unterscheiden, zu dem mehrere Suffraganbistümer und weitere Gebiete gehörten, die nur der geistlichen, nicht aber der staatlichen Gewalt des Erzbischofs unterstanden. Ebenfalls zu unterscheiden ist es ab dem Spätmittelalter von der Stadt Köln, die sich 1288 (Schlacht von Worringen) aus dem Erzstift löste und vom Erzbischof nur noch zu religiösen Handlungen betreten werden durfte; die offizielle Erhebung der Stadt Köln zur Freien Reichsstadt erfolgte allerdings erst 1475.
Das Kurfürstentum existierte ab der Mitte des 10. Jahrhunderts bis zum Reichsdeputationshauptschluss im Jahr 1803 und gehörte ab 1512 zum Kurrheinischen Reichskreis. Sein Kerngebiet erstreckte sich am linken Rheinufer zwischen Andernach und Rheinberg. Nordöstlich davon lag als Exklave das Vest Recklinghausen. Ebenfalls zum Kurfürstentum gehörte das Herzogtum Westfalen mit dem Schwerpunkt im Sauerland, das aber Selbstverwaltungsrechte und andere Privilegien in erheblichem Maße bewahren konnte.
Kurköln grenzte an die Herzogtümer Berg, Jülich, Geldern und Kleve sowie an die Grafschaft Mark. Seine Haupt- und Residenzstadt war ab 1597 Bonn. Weitere wichtige Verwaltungszentren waren Neuss, Ahrweiler und Andernach.

## Geschichte

### Entstehung von Bistum und Erzstift

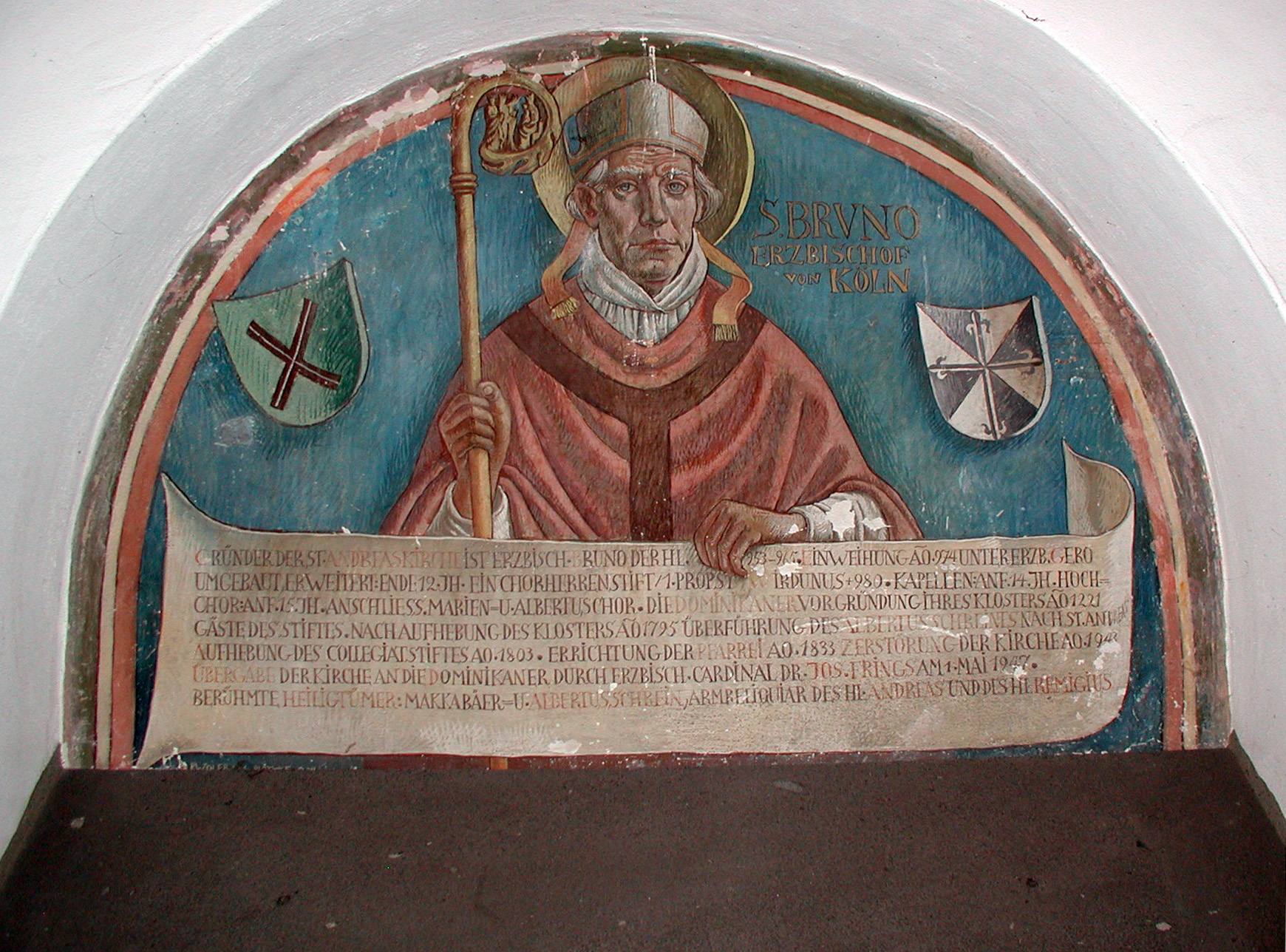
Darstellung des Erzbischofs Brun oder auch Bruno in St. Andreas, Köln

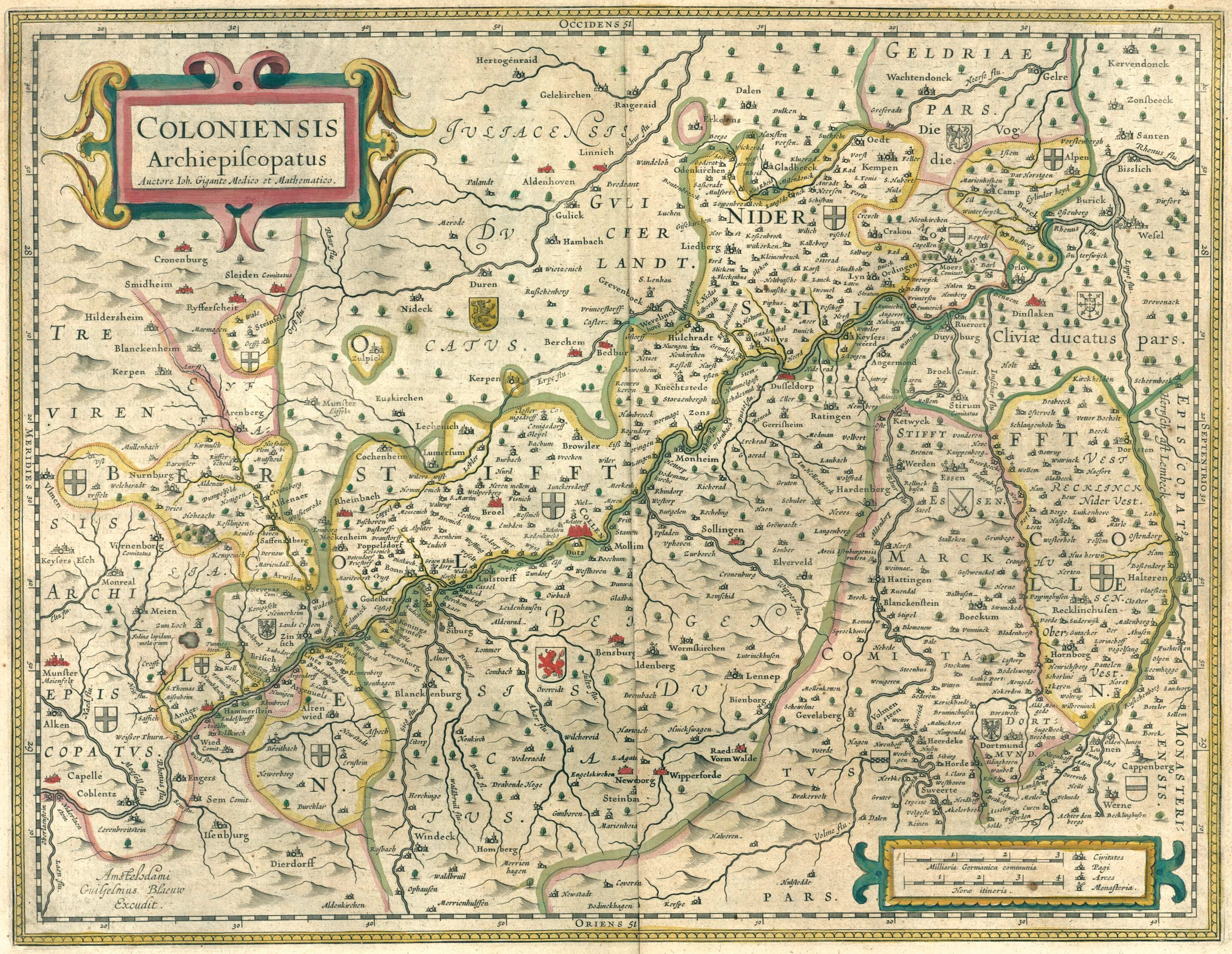
Karte des Erzstifts (gelb) von Joan Blaeu aus dem Jahr 1645

Schon vor dem Jahr 313 war das römische Köln Sitz eines Bistums. Nach der Eroberung durch die Franken um 450 wurde es zum Erzbistum erhoben. Ihm unterstanden die Suffraganbistümer Lüttich, Münster, Osnabrück und Minden sowie bis 834 Hamburg-Bremen und bis 1559 Utrecht.
Um die alten Römerstädte im Rheinland – darunter Bonn, Köln, Jülich, Neuss und Xanten – hatten die Erzbischöfe bereits früh weltliche Güter und Grundherrschaften erworben. Später kamen Besitzungen in Westfalen hinzu mit Schwerpunkten um Soest, Medebach und Attendorn. Viele alte Besitzungen wurden für die Ausstattung von Klöstern und Stiften abgegeben oder gingen im 11. Jahrhundert nach ihrer Vergabe als Lehen verloren.
Die allmähliche Herausbildung der weltlichen Besitztümer und Rechte des Erzbistums zum Kurstaat hängt eng mit der des ottonisch-salischen Reichskirchensystems zusammen: Nach Aufständen mehrerer Herzöge, darunter zwei seiner eigenen Brüder, übertrug Otto der Große 953 seinem Bruder Brun die Stadt und das Erzbistum Köln zusammen mit dem Herzogtum Lothringen. Ein Teil dieses Herzogtums, ein etwa 25 Kilometer tiefer Streifen am linken Rheinufer, der von Rolandseck im Süden bis Rheinberg im Norden reichte, blieb den Nachfolgern Bruns als weltlicher Besitz, in dem sie die Landeshoheit ausübten. Ihre Stellung als wichtige Stützen des Reichs und der Reichskirche nutzten sie, um sich gegenüber anderen rheinischen und westfälischen Machthabern wie den lothringischen Pfalzgrafen oder den Grafen von Werl zu behaupten.
Die Bischofsresidenz der Kölner Erzbischöfe befand sich ursprünglich neben dem Kölner Dom (siehe: Residenzen Kölner Bischöfe).

### Hohes Mittelalter
Nach dem Tod Heinrichs III. und als Folge der Unsicherheit des Investiturstreits begannen die Erzbischöfe einen weltlichen Herrschaftsbereich aufzubauen und konkurrierende Interessen zurückzudrängen. Unter Anno II. wurden die eigentlichen Grundlagen des späteren Kurstaates gelegt. In dieser Zeit wurden die Pfalzgrafschaft Lothringen, die Machtbasis der Ezzonen, beschnitten und ihnen Siegburg genommen. Erweitert wurde das Kerngebiet 1067 durch das Reichsgut um Andernach, später um Deutz, Godesberg, Amt Altenwied mit Linz am Rhein, und die Grafschaft Liedberg. Im Jahr 1075 kamen auch Aspel und Rees am rechten Niederrhein hinzu. Ansätze zu einer festeren kölnischen Herrschaft im südlichen Westfalen gehen auf die Zeit von Friedrich I. von Schwarzenburg zurück, dem es gelang, den Grafen von Arnsberg erhebliche Rechte zu entreißen.

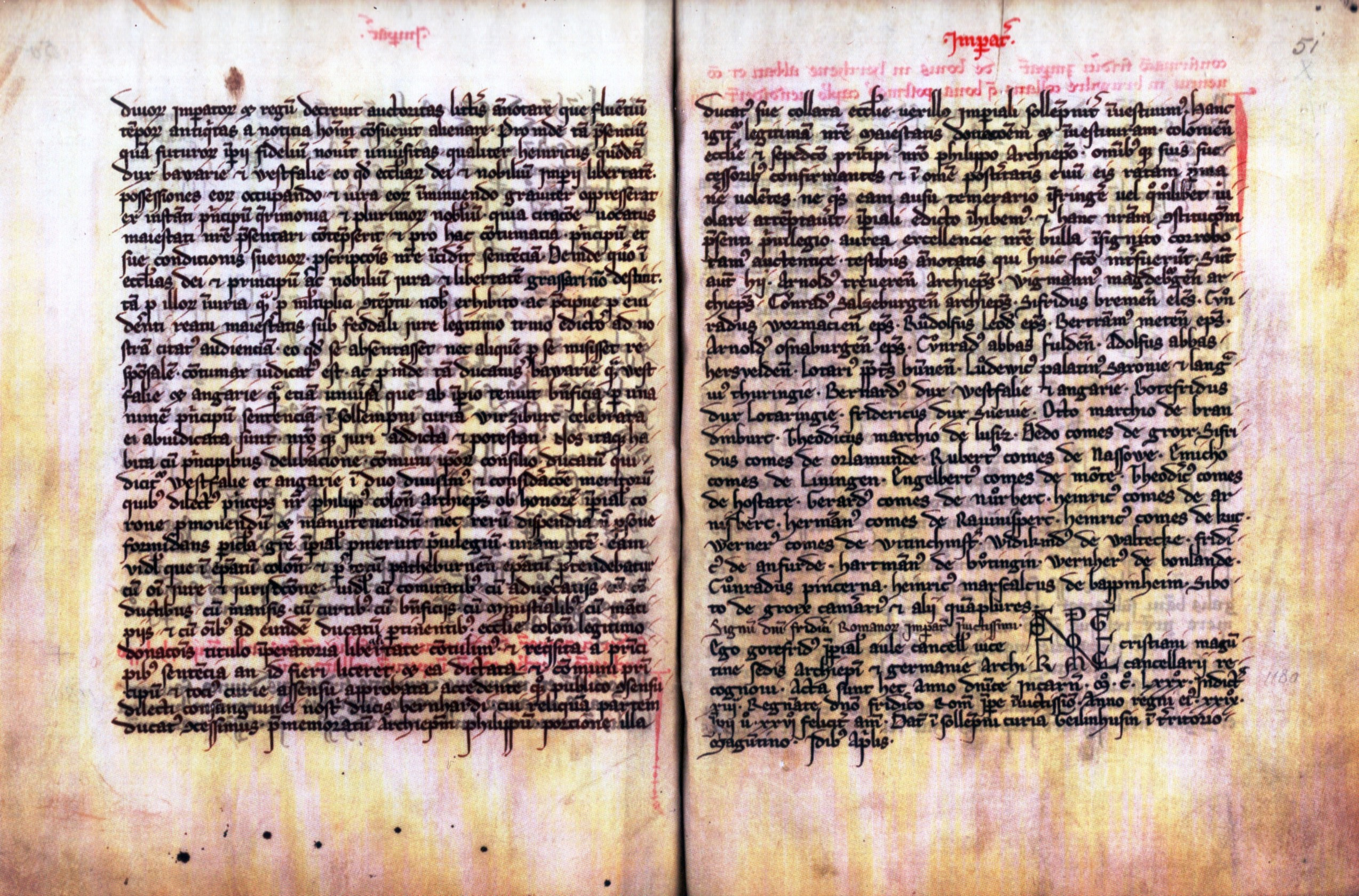
Teil der Abschrift der Gelnhäuser Urkunde im historischen Archiv der Stadt Köln (Maße 29 × 42 cm)

Dieses Territorium wurde unter Erzbischof Philipp I. von Heinsberg noch einmal stark vergrößert. Die Erzbischöfe stiegen in dieser Zeit zur stärksten regionalen Macht auf.
Im Rheinland wurde den Erzbischöfen 1151 endgültig die ripuarische (rheinische) Herzogswürde verliehen, die sie zur weiteren Bekräftigung ihrer Machtstellung nutzten. Kaiser Friedrich I. Barbarossa verlieh dem Bischof 1180 mit der Gelnhäuser Urkunde für seine Loyalität im Kampf gegen Herzog Heinrich den Löwen das Herzogtum Westfalen und Engern. Dazu kam um 1230 das Vest Recklinghausen. Allerdings gelang es den Kurfürsten von Köln nicht, die beiden getrennten rheinischen und westfälischen Landesteile zu einem geschlossenen Territorium zu vereinigen.
Erzbischof Konrad von Hochstaden erweiterte das Erzstift nach Süden, indem er ihm die Besitzungen seiner eigenen Familie hinzufügte, die mit ihm ausstarb. Unter ihm erreichte Kurköln seine größte Machtfülle. Da er sich früh gegen Kaiser Friedrich II. gestellt und auf die Seite des Papstes geschlagen hatte, erlangte der Erzbischof dessen besonderes Vertrauen. Der erklärte ihn und seine Nachfolger zu apostolischen Legaten qua Amt. Hochstaden galt als Königsmacher, eine Machtstellung, die seine Nachfolger jedoch nicht behaupten konnten.
Im Limburger Erbfolgestreit unterlag Erzbischof Siegfried von Westerburg 1288 in der Schlacht von Worringen einem Bündnis des Herzogs von Brabant, der Grafen von Jülich, Kleve, Mark und Berg sowie der Bürgerschaft von Köln und verlor die Herrschaft über seine eigene Bischofsstadt. Köln selbst gehörte damit nicht mehr zum Kurstaat, sondern galt fortan als Freie Reichsstadt mit Sitz und Stimme im Reichstag. Schon Erzbischof Engelbert II. von Falkenburg hatte die Stadt Köln verlassen und sein Bonner Haus zu einer Pfalz mit Saal und Kapelle ausbauen lassen, um dort zu residieren. Auch seine Nachfolger bevorzugten Bonn als Residenz, bis die Stadt 1597 offiziell zur kurkölnischen Haupt- und Residenzstadt erhoben wurde.
Im 12. Jahrhundert verfügte der Erzbischof zwar bereits über einen beachtlichen Machtbereich, aber dieser stellte noch ein vorterritoriales Gebilde ohne feste Grenzen dar. Die Macht definierte sich im Wesentlichen noch über die Ausübung herrschaftlicher Rechte. Der Beginn zur Ausbildung einer festen Landesherrschaft setzte in der ersten Hälfte des 13. Jahrhunderts ein. Zu dieser Zeit kam erstmals auch die Bezeichnung (Erz-)Stift für das erzbischöfliche Herrschaftsgebiet auf. Von großer Bedeutung für die Durchsetzung einer territorialen Herrschaft waren die Städte und die Burgen des Erzbischofs. Auch die verschiedenen Rheinzölle spielten für die Durchsetzung der Landesherrschaft eine wichtige Rolle.

### Spätes Mittelalter

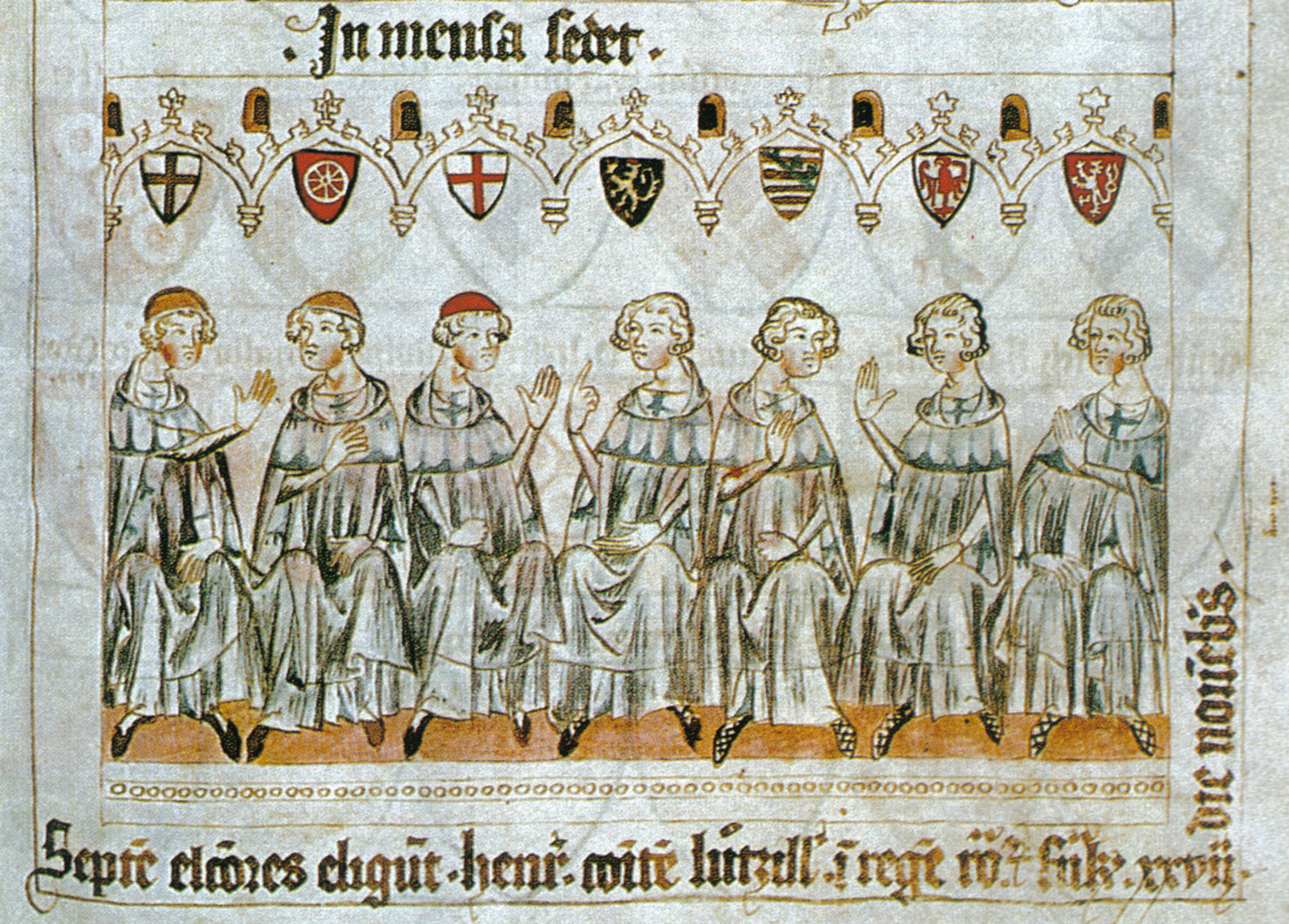
Die sieben Kurfürsten wählen Heinrich von Luxemburg zum König. Links im Bild, kenntlich an seinem Wappen, der Kurfürst und Erzbischof von Köln

Im Jahr 1368 erwarb Kurköln die Grafschaft Arnsberg im Sauerland. Dieses Gebiet wurde zum territorialen Kern des Herzogtums Westfalen. Die Stadt Arnsberg wurde Sitz des Landdrosten als Vertreter des Landesherren, (Neben-)Residenz des Kurfürsten und Tagungsort des Landtags für das Herzogtum. Massive Versuche, auch das benachbarte Hochstift Paderborn einzuverleiben, scheiterten.
Im Rheinland reichte das Stift im späten Mittelalter von Rheinberg im Norden bis nach Andernach im Süden, von Nürburg im Westen bis nach Altenried im Osten. Unterteilt war es in das Oberstift nördlich von Köln und das Unterstift südlich von Köln. 1314 erwarb der Kurstuhl die Köln benachbarte Grafschaft Hülchrath, mit der in den rheinischen Gebieten die territoriale Lücke zwischen dem Ober- und dem Niederstift geschlossen wurde, und gleichfalls im 14. Jahrhundert das Land Linn und die Stadt Uerdingen bei Krefeld.
Zur Zeit von Walram von Jülich fällt zwischen 1332 und 1349 die systematische Einführung der Ämterverfassung. Wilhelm von Gennep und Friedrich III. von Saarwerden haben die Verwaltungsorganisation vollendet. Auf lokaler Ebene wurden Amtskellner zuständig für die Einnahme der Steuern eingesetzt. Richter und Vögte waren den Amtmännern für den Bereich der Justiz beigeordnet.
Die überspannte Machtpolitik Erzbischof Dietrichs II. von Moers hatte nachhaltige Folgen. In der Soester Fehde von 1444 bis 1449 verlor der Kurstaat die Herrschaft über Soest und Xanten an die Grafen von Kleve und Mark. Das Streben nach einem geschlossenen Territorium und eine verfehlte Wirtschaftspolitik führten seit der ersten Hälfte des 14. Jahrhunderts zunehmend zum Ruin und damit zeitweise zur politischen Handlungsunfähigkeit Kurkölns. Zwar gab es noch kleinere territoriale Erwerbungen, insgesamt aber war die territoriale Entwicklung seit Mitte des 15. Jahrhunderts abgeschlossen. Kurköln bestand aus einem etwa 100 km langen und 25 km breiten Landstreifen am Rhein, der das eigentliche Kurfürstentum bildete, sowie aus dem Herzogtum Westfalen und dem Vest Recklinghausen.
Die hohe Verschuldung des Erzstifts durch Dietrich von Moers führten dazu, dass die Landstände im rheinischen und westfälischen Teil des Kurstaates 1463 Erblandesvereinigungen erzwangen. Diese bildeten eines der zentralen Grundgesetze des Landes bis zu seinem Ende. Jeder neue Erzbischof hatte bei seiner Wahl die Bestimmungen zu beschwören. Sie schrieben unter anderem die Beteiligung des Domkapitels und der übrigen Landstände an zentralen politischen Entscheidungen, wie die Erklärung von Kriegen und die Bewilligung von Steuern fest.

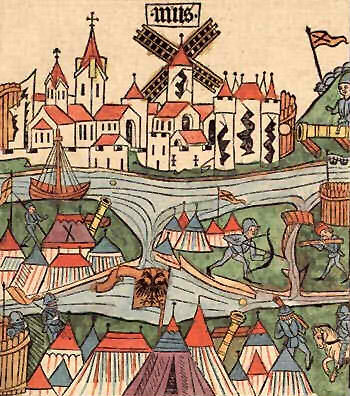
Die Belagerung von Neuss war ein bedeutender Bestandteil der Kölner Stiftsfehde (Darstellung von Conradius Pfettisheim)

Als Erster hat Ruprecht von der Pfalz die Erblandesvereinigungen beschworen, sich bald aber nicht mehr daran gehalten. Als er das an das Domkapitel verpfändete Zons besetzten ließ, beanspruchten die Stände das in der Erblandesvereinigung verbriefte Widerstandsrecht für sich und bestimmten Hermann von Hessen als Stiftsverweser. Beide Seiten hatten Unterstützer innerhalb des Staates und von außen. Die Hessen unterstützen Hermann, Karl der Kühne stand auf Seiten von Ruprecht. Es kam zur Kölner Stiftsfehde und in deren Verlauf zur langen Belagerung von Neuss. Nach der Gefangennahme durch hessische Truppen hat Rupprecht sein Amt aufgegeben.

### Frühe Neuzeit

#### Reformation und Gegenreformation

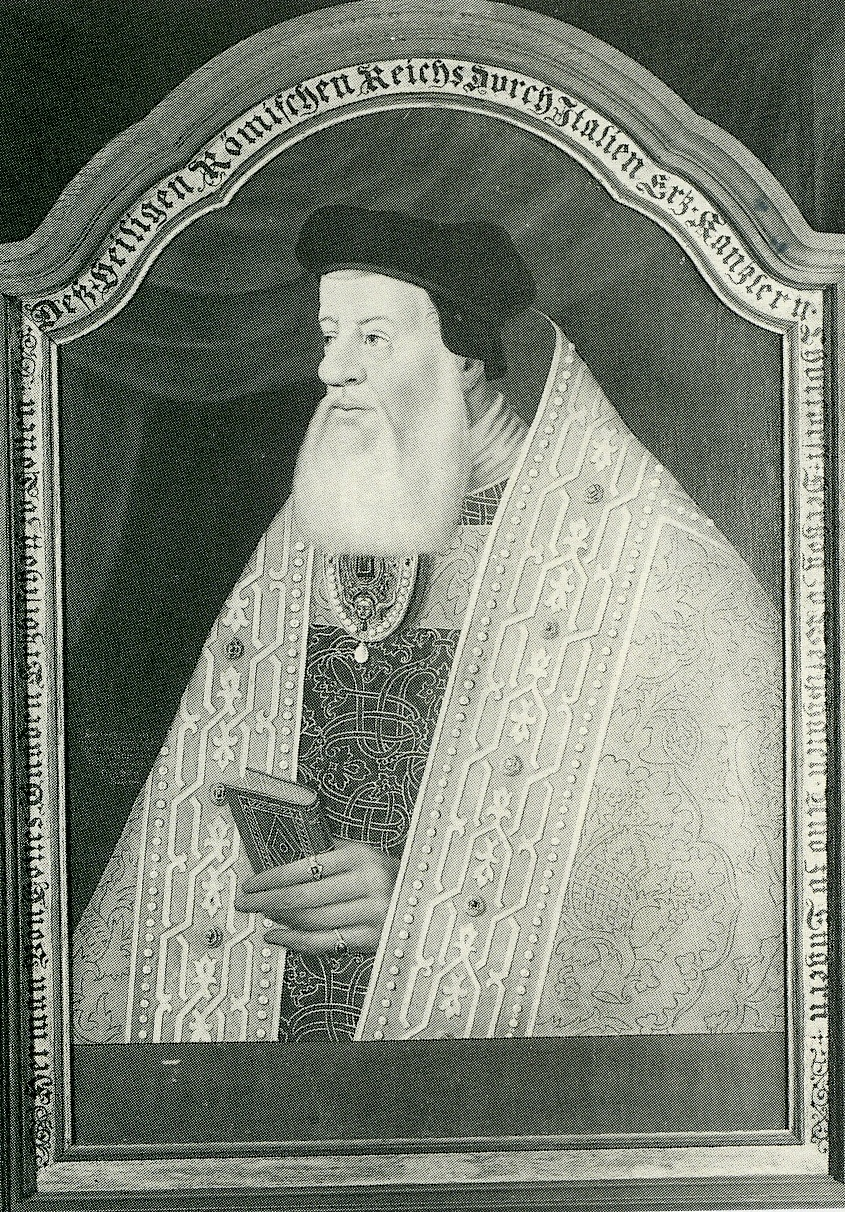
Hermann von Wied

Unter Hermann V. von Wied kam es in den 1540er Jahren zu dem Versuch, im Kurstaat die Reformation einzuführen (Kölner Reformation). Er traf dabei auf Widerstand, insbesondere aus Reihen des Domkapitels und der Kölner Universität, aber fand auch Unterstützung durch Grafen, Städte und Ritterschaft auf dem Landtag von 1543. In Städten wie Bonn, Neuss, Kempen und Kaiserswerth wurde die reformatorische Predigt eingeführt. Insbesondere die Niederlage der protestantischen Fürsten im Schmalkaldischen Krieg und damit die fehlende Unterstützung von außen führten zum Scheitern und zum Amtsverzicht Hermanns.
Auch nach dem Scheitern konnten sich im Kurkölner Herrschaftsbereich Ansätze evangelischer Gemeinden halten. Adolf III. von Schaumburg versuchte mit mäßigem Erfolg dem durch Ansätze von Kirchenreformen (Provinzialsynode, Visitationen usw.) und Bekämpfung des Protestantismus entgegenzuwirken. In Städten wie Bonn, Kempen und Neuss und einigen Unterherrschaften konnte sich evangelisches Leben gestützt auf die lokalen Herrschaftsträger sogar stabilisieren. Die folgenden Kurfürsten taten wenig, um den Protestantismus zurückzudrängen. Unter Salentin von Isenburg kam es zu einer Visitation, die zusätzlich zu den protestantisch gewordenen Gemeinden und Herrschaft in 40 von 180 Pfarreien lutherische, calvinistische oder täuferische Spuren feststellte. Allerdings war nur eine kleine Minderheit der Pfarrer klar protestantisch.
Unter Gebhard I. von Waldburg kam es in den 1580er Jahren noch einmal zu einem Versuch, das Erzstift in ein weltliches Fürstentum umzuwandeln und die Reformation einzuführen. An seiner Stelle wurde Ernst von Bayern vom Domkapitel zum neuen Erzbischof und Landesherrn gewählt. Gebhard leistete Widerstand und wurde im Kölnischen Krieg besiegt. Nach dem Sieg von Ernst von Bayern setzten sofort gegenreformatorische Maßnahmen ein. Nur in wenigen Gemeinden konnte sich die Reformation behaupten.
Vom Jahr der Wahl von Ernst von Bayern 1583 bis zum Jahr 1761 wurde das Kurfürstentum durchgehend von Erzbischöfen aus dem bayerischen Zweig des Hauses Wittelsbach regiert. Dieser konnte so seinen politischen Einfluss im Nordwesten des Reiches erweitern und verfügte nun zudem, wie schon die calvinistischen Wittelsbacher in der Kurpfalz über einen Sitz im Kurfürstenkollegium. In kirchenpolitischer Hinsicht kam es im Wesentlichen erst unter Ferdinand von Bayern zu kirchlichen Reformen. Er hat insbesondere die Jesuiten, aber auch Kapuziner und andere Orden gefördert. Seit 1584 war Köln Sitz einer päpstlichen Nuntiatur, die zu einem wichtigen Motor der Gegenreform und Kirchenreform wurde. Zur Zeit Ferdinands war Kurköln insbesondere zwischen 1626 und 1631 eines der Zentren der Hexenverfolgung. Dessen Bemühungen, das Kurfürstentum aus den Wirren des Dreißigjährigen Krieges herauszuhalten, waren lange Zeit erfolgreich. Dennoch konnte er nicht verhindern, dass 1632 schwedische Truppen unter General Baudissin in das Kurfürstentum einmarschierten und weite Teile davon besetzten und ausplünderten.

#### Entwicklung im 17./18. Jahrhundert

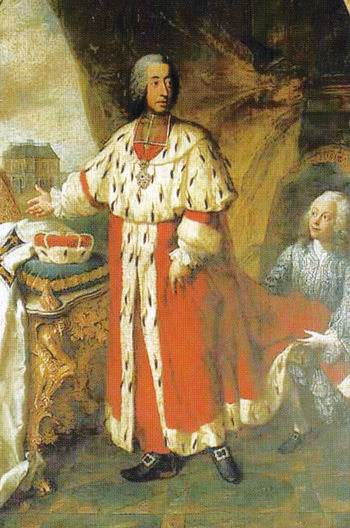
Clemens August mit allen Zeichen seiner geistlichen und weltlichen Herrschaft: Kurmantel und Kurhut stehen für das Kurfürstentum Köln, das auf der Brust hängende bischöfliche Pektorale, der Kragen des Priesterornats und die auf dem Tisch hinter dem Kurhut liegende Mitra versinnbildlichen sein Amt als Erzbischof von Köln.

Nach dem Dreißigjährigen Krieg unterstützte Kurköln als Sekundogenitur der Wittelsbacher die meist pro-französische und anti-habsburgische Politik der Herzöge und Kurfürsten von Bayern. Insbesondere Maximilian Heinrich von Bayern richtete seine Politik auf Frankreich und gegen das Reich aus. Er verbündete sich 1671 mit Ludwig XIV. und nahm am Krieg gegen die Niederlande teil. Diese Politik führte zu einer starken Belastung des Staates. Gleichzeitig trieb Max Heinrich auch die kirchliche Reformpolitik voran.
In die Zeit der wittelsbachischen Sekundogenitur fällt im Wesentlichen auch die Modernisierung der staatlichen Spitze mit absolutistischen Tendenzen. Erst unter Ferdinand von Bayern kam es unter Umgehung der Erblandesvereinigung im 17. Jahrhundert zur Einführung eines ständigen Hofrates, an dem auch das Domkapitel beteiligt wurde. Außerdem gründete er einen geheimen Rat, der ausschließlich dem Kurfürsten verantwortlich war und sich zum eigentlichen zentralen Regierungsgremium entwickelte.
Außenpolitisch war das 18. Jahrhundert von wechselnden Bündnissen geprägt. Dabei spielten nicht zuletzt die Höhe der Subsidien eine Rolle. In wirtschaftlicher Hinsicht blieb die Entwicklung begrenzt. Dagegen entfalteten die Kurfürsten eine prächtige Hofhaltung. In die Zeit von Joseph Clemens von Bayern fiel im Rahmen des pfälzischen Krieges die Zerstörung von Bonn. Er wechselte 1701 die Seiten und verbündete sich im Spanischen Erbfolgekrieg mit Ludwig XIV. von Frankreich. Vom Reich geächtet, musste er ins französische Exil gehen. Nach der Rückkehr 1715 plante er den Wiederaufbau Bonns und der kurfürstlichen Schlösser, erlebte aber nicht mehr deren Vollendung. Sein Nachfolger Clemens August I. von Bayern wechselte oftmals die Bündnisse. Er ließ prachtvolle Schlösser und Gärten errichten. Insgesamt aber verschwendete er die Einkünfte auch für eine übertriebene Hofhaltung und für Jagden. Mit Maximilian Friedrich von Königsegg-Rothenfels endete die Zeit der bayerischen Prinzen als Kurfürsten. Der neue Kurfürst betrieb eine energische Sparpolitik und gründete 1777 die Akademie Bonn, die 1784 Universität wurde. Unter Maximilian Franz von Österreich kam es im Sinn der katholischen Aufklärung zu zahlreichen Reformen in fast allen Politikbereichen, aber insbesondere im Bildungswesen. Die Universität in Bonn wurde ausgebaut, die Schulbildung und Lehrerausbildung verbessert.
Als im Ersten Koalitionskrieg nach der Kanonade von Valmy französische Truppen in Richtung des Rheins vorrückten, flüchtete die kurkölnische Regierung im Dezember 1792 ins Vest Recklinghausen, ebenso bei einem weiteren Vorstoß der Franzosen im September und Oktober 1794 gegen Bonn und Köln.

### Das Ende des Kurstaats
Im Frieden von Lunéville wurden 1801 alle linksrheinischen Gebiete an das napoleonische Frankreich abgetreten. Die rechtsrheinischen Territorien Kurkölns wurden als Folge des Reichsdeputationshauptschlusses 1803 säkularisiert und auf verschiedene Territorien aufgeteilt. Westfalen war bereits 1802 von Hessen-Darmstadt besetzt worden. Das Vest Recklinghausen fiel 1803 zunächst an das Herzogtum Arenberg-Meppen und 1811 an das Großherzogtum Berg. Kleinere rechtsrheinische Gebiete kamen zur Grafschaft Wied-Runkel und 1806 zum neu geschaffenen Herzogtum Nassau. Damit endete die Geschichte Kurkölns drei Jahre, bevor auch das Alte Reich 1806 zu bestehen aufhörte.
Der Wiener Kongress schlug 1815 das gesamte Territorium des früheren Kurstaats dem Königreich Preußen zu. Die linksrheinischen Gebiete gehörten zunächst größtenteils zur preußischen Provinz Jülich-Kleve-Berg und ab 1822 insgesamt zur Rheinprovinz. Das ehemalige Herzogtum Westfalen und das Vest Recklinghausen wurden dagegen der Provinz Westfalen zugeordnet. Seit 1946 teilen sich die Länder Nordrhein-Westfalen und Rheinland-Pfalz die Gebiete des einstigen Kurfürstentums Köln.

## Institutionen

### Kurfürst und Hofhaltung
Bereits seit 1028 stand dem Erzbischof von Köln das Recht der Königskrönung zu, da die damalige Krönungsstadt Aachen in seiner Erzdiözese lag. Seit 1031 war er zudem Erzkanzler für Reichsitalien.
Zusammen mit den beiden rheinischen Erzbischöfen von Trier und Mainz sowie mit dem Pfalzgrafen bei Rhein, dem Markgrafen von Brandenburg, dem Herzog von Sachsen und dem König von Böhmen bildeten sie das ursprünglich siebenköpfige Kurfürstenkollegium. Dieses hatte seit dem 13. Jahrhundert das alleinige Recht zur Wahl des römisch-deutschen Königs.
Der Kölner Erzbischof wurde vom Domkapitel gewählt. Zur Erlangung aller bischöflichen und weltlichen Rechte bedurfte es aber der päpstlichen Bestätigung und der Belehnung mit den weltlichen Regalien durch den Kaiser. Insbesondere seit der Goldenen Bulle Karl IV. von 1356 hatten die Kurfürsten bedeutende Vorrechte gegenüber anderen Fürsten. Darunter war auch die uneingeschränkte Gerichtshoheit. Mit dem Ende des Dreißigjährigen Krieges hatten sie als Reichsfürsten das Recht äußere Bündnisse einzugehen, auch ihre innere Unabhängigkeit vom Kaiser wurde noch einmal gestärkt. Im Inneren wurden die landesherrlichen Rechte jedoch erheblich von den Ständen, insbesondere vom Domkapitel, eingeschränkt. Bezeichnend war, dass der Kurfürst für die Einberufung eines Landtages der Zustimmung des Domkapitels bedurfte, umgekehrt konnte dieses notfalls ohne Zustimmung des Landesherren eine solche Versammlung einberufen. Trotz Verbots durch Innozenz XII. im Jahr 1695 hatten die Erzbischöfe bei ihrer Wahl dem Domkapitel in einer Wahlkapitulation dessen alte Vorrechte garantieren müssen. Den Ständen insgesamt musste er durch die Beschwörung der Erblandesvereinigung von 1463 beziehungsweise 1590 Mitsprache in zentralen Bereichen wie der Erklärung von Kriegen oder der Erhebung von Steuern einräumen. Selbst grundlegende Veränderungen der Religion etwa die Einführung der Reformation bedurfte der Zustimmung der Stände.

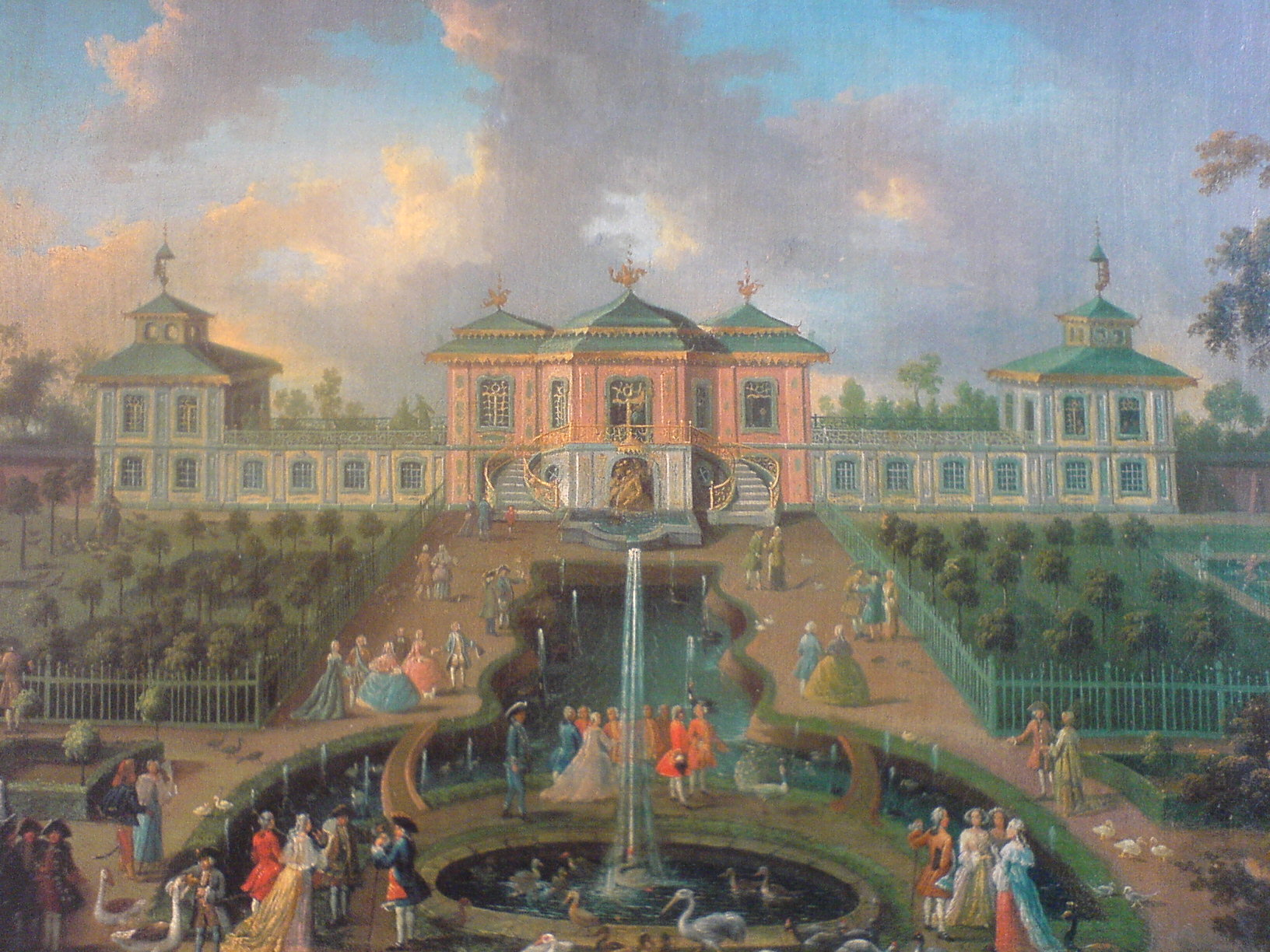
Hofstaat vor dem Chinesischen Pavillon am Schloss Brühl

Trotz dieser faktischen Machtbeschränkung existierte in der frühen Neuzeit ein großer Hofstaat, der unter Joseph Clemens von Bayern nach dem Vorbild absolutistischer Staaten insbesondere des französischen Hofes in Versailles umgestaltet wurde. Zur Zeit von Clemens August I. von Bayern erhielt er seine bis zum Ende des Kurstaates weitgehend gültige Gestalt. Gleichzeitig wurde die Hofhaltung von den Regierungsbehörden stärker geschieden. An der Spitze des Hofes stand der Obrist-Landhofmeister. Unter ihm gab es mehrere Stäbe. Die alten aus dem Mittelalter stammenden Hofämter hatten nur noch repräsentative Funktionen und waren in hochadeligen Familien erblich. Der Bonner Hof war im 18. Jahrhundert der wohl prachtvollste in ganz West- und Norddeutschland. Allerdings standen die Kosten in keinem Verhältnis zur wirtschaftlichen Leistungsfähigkeit des Staates. Die Kurfürsten waren nicht selten zur Finanzierung auf Subsidien auswärtiger Mächte angewiesen, die dafür meist politische Gegenleistungen einfordern konnten. Unter Maximilian Friedrich von Königsegg-Rothenfels und Maximilian Franz von Österreich wurden trotz des Festhaltens an der Grundstruktur des Hofes zahlreiche Einsparungen vorgenommen.

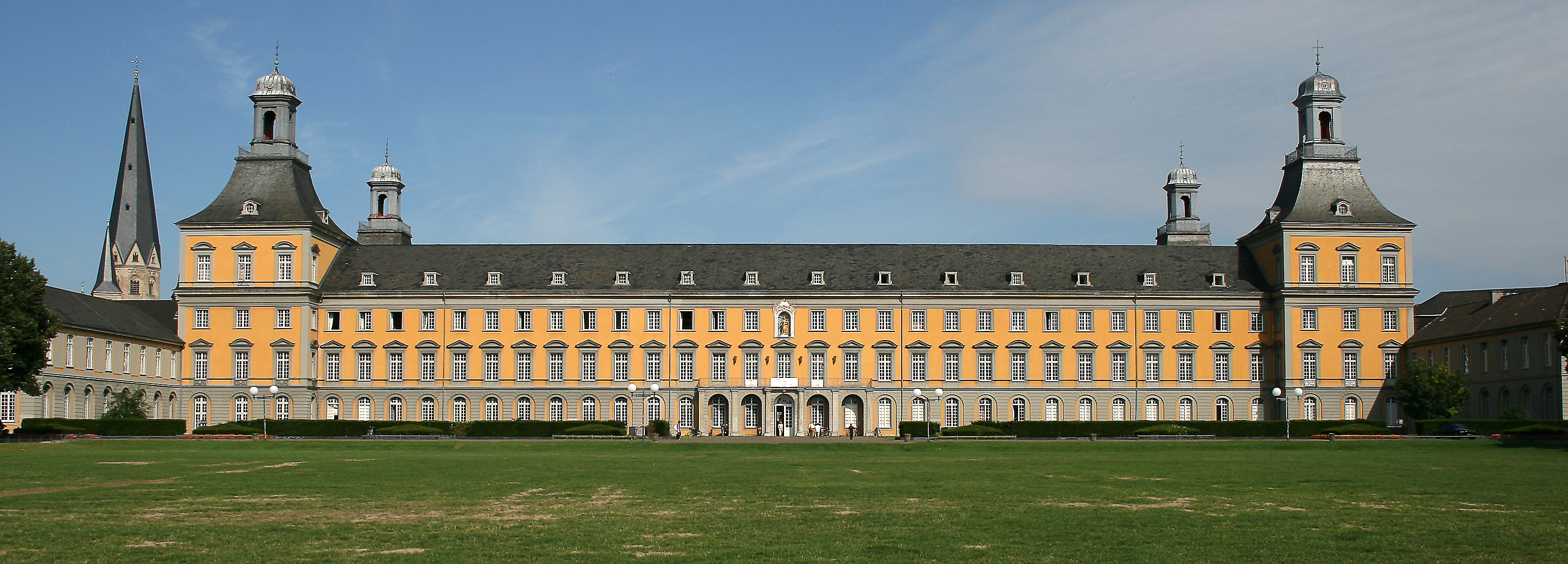
Kurfürstliches Schloss Bonn
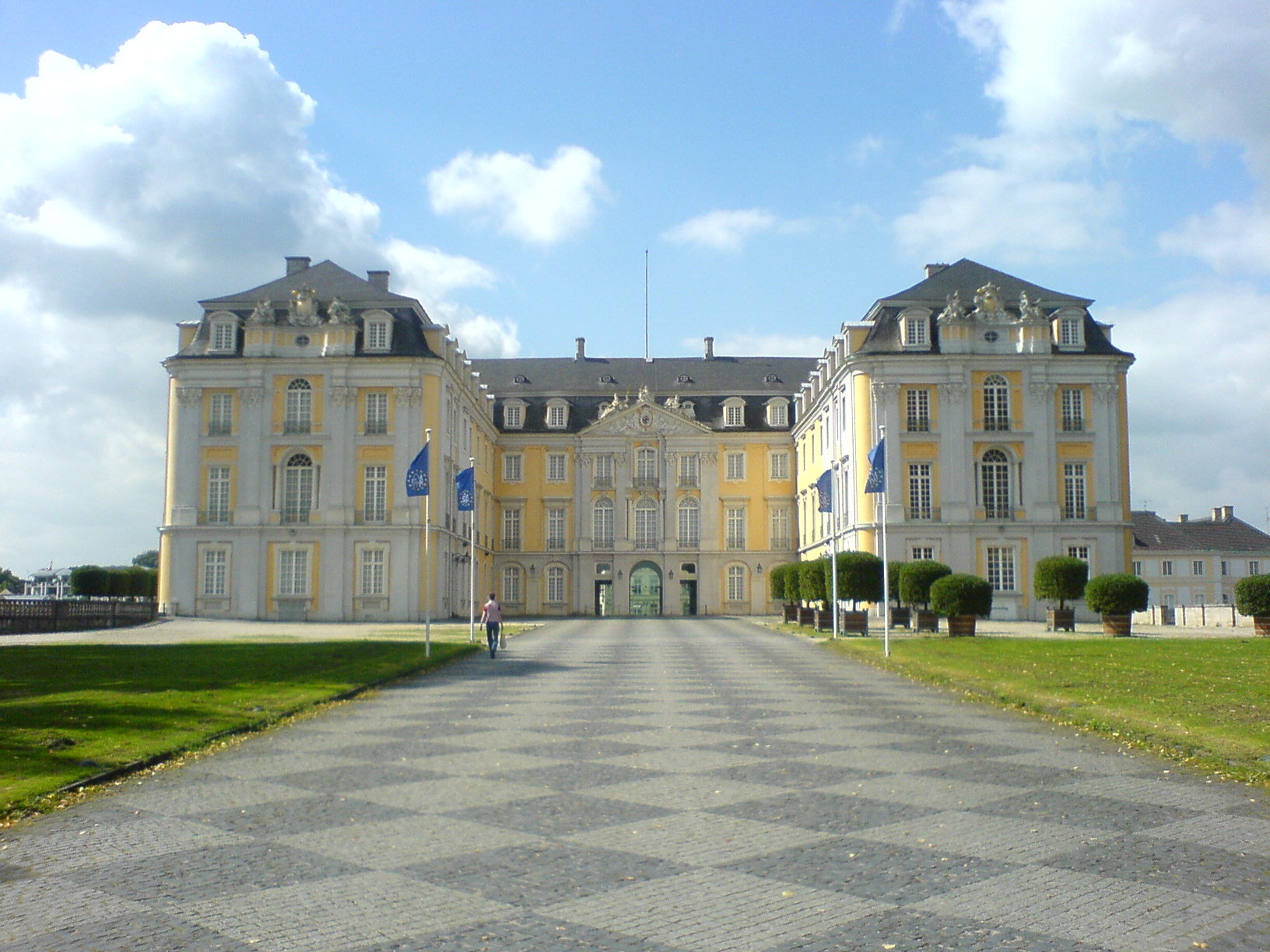
Schloss Augustusburg in Brühl

### Domkapitel
Im Kurfürstentum Köln bildete das Domkapitel als Erster Stand unter den Landständen das höchste Leitungsgremium des Bistums und des Erzstifts unter dem Erzbischof. Nach dessen Tod einen Nachfolger zu wählen war seine wichtigste Befugnis. Bis zum Ausgang des Mittelalters bestand es aus 72 Mitgliedern, von denen jedoch nur 24 wahlberechtigte Kapitulare waren. Später sank ihre Zahl auf 24 wahlberechtigte Kanoniker und 24 Domizellare. Papst und Kaiser besaßen zudem noch ein Ehrenkanonikat, das ihnen eine Mitsprache bei der Neubesetzung des Bischofsamtes ermöglichte.
Das Kapitel teilte sich in 16 Domgrafen (oder Domherren) und 8 Priesterherren auf. Nur Domgrafen durften die Ämter des Dompropstes, des Domdechanten, des Vizedechanten, des Chorbischofs, des Scholasters, des Diakonus senior und des Diakonus junior bekleiden. Um in das Domkapitel aufgenommen zu werden, mussten sie 16 regierende adlige Vorfahren väterlicher- und mütterlicherseits aufweisen und die Subdiakonenweihe empfangen haben. Lediglich der Domdechant, der das Kapitel leitete, musste die Priesterweihe erhalten haben. Da die meisten Domherren mehrere Kanonikate in unterschiedlichen Bistümern besaßen, residierten nur wenige tatsächlich in Köln. Im 17. und 18. Jahrhundert kamen zudem viele Domgrafen aus schwäbischen Familien, so dass das Kapitel von Landfremden beherrscht wurde.
Seit 1218/19 stieg die Zahl der ebenfalls wahlberechtigten Priesterherren auf 7, später auf 8 an. Neben der Priesterweihe mussten sie spätestens seit dem 15. Jahrhundert einen akademischen Grad in Theologie oder Jurisprudenz vorweisen. Da sie für gewöhnlich alle an der Domkirche residierten, waren sie den Domgrafen an Zahl meist überlegen, so dass sie das eigentliche politische Willenszentrum des Kapitels darstellten. Im Gegensatz zu den Domgrafen entstammten die Priesterherren stets der Stadt Köln oder ihrem Umland. Da mehrere Kanonikate der Universität Köln inkorporiert worden waren, vergab sie diese zur Besoldung an ihre Professoren.
Das Domkapitel ergänzte sich im Wesentlichen durch Kooptation. Der Erzbischof hatte auf die Zusammensetzung kaum Einfluss. Bei allen Spannungen zwischen Kurfürst und Domkapitel bekleideten die Domherren oft auch wichtige weltliche Ämter im Kurstaat.
Nach der Säkularisation wurde das Domkapitel auf 16 Stellen und zwei Dignitäten – Dompropst und Domdechant – beschränkt. Von diesen sind bis heute vier als nichtresidierende Domherren an der Domkirche tätig.

### Premierminister
Der „Premierminister“ oder „Erster Minister“ war der leitende Minister Kurkölns. Das Amt wurde im 17. Jahrhundert geschaffen, da sich die Erzbischöfe meist nicht selbst um die Politik kümmerten. So war der Premierminister der eigentliche Regent. Erst unter dem letzten Kurfürsten, Maximilian Franz von Österreich, der selbst die Regierungsgeschäfte wahrnahm, war das Amt nur noch ein nominelles. Der Premierminister wurde vom Erzbischof frei eingesetzt und bekleidete zumeist auch das oberste Amt am Hof, das des Obristlandhofmeisters.
1. 1621–1640: Franz Wilhelm Reichsgraf von Wartenberg
2. 1640–1650: Adolf Sigismund Reichsfreiherr Raitz von Frentz zur Kendenich; Hausmarschall des Kurfürstentum Köln; Landhofmeister des Kurfürstentum Köln (1640–1651)[14]
3. 1650–1682: Franz Egon Graf von Fürstenberg
4. 1682–1688: Wilhelm Egon Graf von Fürstenberg
5. 1688–1719: Johann Friedrich Karg von Bebenburg
6. 1723–1733: Ferdinand von Plettenberg
7. 1733–1750: Ferdinand Leopold von Hohenzollern-Sigmaringen
8. 1751–1755: Hermann Werner von der Asseburg
9. 1756–1766: Franz Christoph Anton von Hohenzollern-Sigmaringen
10. 1766–1784: Caspar Anton von Belderbusch
11. 1784–1785: Carl Otto Ludwig Theodat von und zu Gymnich

### Räte
Wie in anderen Ländern des Reiches, so oblag auch in Kurköln die eigentliche Landesverwaltung in der frühen Neuzeit verschiedenen Rats-Kollegien. Da ihre Aufgabenverteilung nie eindeutig voneinander abgegrenzt wurde, kam es immer wieder zu Überschneidungen und Streitigkeiten zwischen den einzelnen Gremien. Deren Mitglieder, die Räte, waren heutigen Staatssekretären vergleichbar. Man unterschied dabei zwischen wirklichen Räten, die sich tatsächlich mit der Politik des Landes befassten und den „normalen“ Räten, welche ihren Titel ehrenhalber trugen und oftmals gegen Bezahlung erhalten hatten. Die verschiedenen Kollegien waren:
- das Geheime Rats-Kollegium, das von einem Geheimen Ratskanzler und bei dessen Abwesenheit vom ältesten Geheimrat geleitet wurde;
- das Geistliche Rats-Kollegium mit einer eigenen Kanzlei, das von einem Präsidenten geleitet wurde und dessen Verwaltung ein Direktor vorstand;
- das Hofrats-Kollegium, das aus zwei Verwaltungssträngen bestand, denen beiden der Hofratspräsident vorstand. Während die Hofräte und die Hofratskanzlei durch einen Direktor geleitet wurden, stand die Leitung des Hohen Weltlichen Schöffengerichts zu Bonn dem dortigen Obervogt zu;
- das Hofkammer-Rats-Kollegium, das ebenfalls zwei Stränge umfasste, denen beiden ein Präsident vorstand. Während Hofkammerräte und Hofkammerkanzlei von dem Direktor der Hofkammer geleitet wurden, unterstand die „Münze“ dem Landrentmeister;
- das Kriegs-Rats-Kollegium. Unter einem Präsidenten stehend, wurden Kriegsräte und Kriegsratskanzlei durch einen Direktor geleitet.

### Der Landtag
Bis zur Auflösung des Kurstaates bildeten die dreijährlichen Landtage im Erzstift, dem Herzogtum Westphalen und dem Vest Recklinghausen die Ständevertretung. Sie waren voneinander unabhängig und tagten jeweils für sich. Der wichtigste von ihnen war der Landtag des Erzstiftes, welcher für gewöhnlich im Bonner Minoritenkloster tagte. Er bewilligte dem Kurfürsten die Erhebung der jeweiligen Steuern und wurde von den Landständen des Herzogtums Westfalen und des Vestes Recklinghausen als passiven Zuhörern besucht.
Im ausgehenden Mittelalter bildeten sich im eigentlichen Erzstift vier Landstände: Domkapitel, Grafen, Ritter und Städte.
1. Stand: Das Domkapitel, welches vier seiner Mitglieder in den Landtag entsandte.
2. Stand: Die Inhaber eines Rittersitzes, welche seit wenigstens vier Generationen dem reichsunmittelbaren Adel angehörten. Sie wurden auch Grafenstand genannt.
3. Stand: Die Inhaber wenigstens einer der 227 Rittersitze des Erzstifts, wenn sie zugleich ihren Adel nachweisen konnten. Der Besitz eines Rittersitzes ohne Adelsnachweis alleine reichte nicht aus.
4. Stand: Er bestand, abgesehen von Deutz und Alpen, aus allen 18 Städten des Erzstiftes. In ihm stellte Andernach das Direktorium für das Oberstift und Neuss das Direktorium für das Niederstift. Während die Direktorialstädte drei Abgeordnete entsandten, konnten die Unter-Direktorialstädte Ahrweiler, Linz am Rhein, Rheinberg und Kempen lediglich zwei entsenden.

Grundsätzlich fand der Landtag einmal im Jahr statt, zumeist in der ersten Hälfte eines Jahres. Tagungsort war das Kapuzinerkloster in Bonn, das sich dort befand, wo der Belderberg und die Kapuzinergasse sich kreuzen. Vor seiner Einberufung musste der Kurfürst die Zustimmung des Domkapitels einholen, was gewöhnlich vier Wochen vor dem Tagungstermin geschah.
Zu Beginn der Tagung hörten alle Teilnehmer die Messe zum Heiligen Geist. Mit der anschließenden Verlesung der Landtagsproposition wurden die Sitzungen formell eröffnet. Danach begaben sich die Teilnehmer, nach Ständen getrennt, in ihre Sitzungszimmer.
Während der ersten Woche verhandelte man vorrangig die Gravamina. Hierbei handelte es sich überwiegend um Beschwerden über Verletzung der Rechte der Landstände durch die kurfürstlichen Regierungsorgane. Zur zweiten Phase, der Geldbewilligung, ging man erst über wenn der Kurfürst Resolutionen erlassen hatte, die den Forderungen der Landstände entsprachen. Dies geschah nicht bei allen Ständen gleichzeitig, da sie unabhängig voneinander berieten. Nach der Frage der Geldbewilligung behandelte man Eingaben einzelner Untertanen.
Bei den Abstimmungen unter Domherren, Grafen und Rittern galt das Mehrheitsprinzip, bei den Städten dagegen gab es erhebliche Unterschiede in der Gewichtung. Hier zählte die Stimme einer Direktorialstadt alleine schon so viel wie die Stimmen aller Unterstädte zusammen.
Die Meinungsbildung des Landtags erfolgte grundsätzlich von den niederen zu den höheren Ständen, also von den Städten über die Ritter und Grafen bis zum Domkapitel. Zunächst mussten sich die Städte mit den Rittern, dann die Ritter mit den Grafen und in einem letzten Schritt die Grafen mit den Domherren auf eine gemeinsame Haltung einigen. Wich ein höherer Stand mit seiner Haltung in einer bestimmten Frage von den vor ihm abstimmenden Stände ab, so mussten diese erneut verhandeln. Das gesamte Procedere begann noch einmal von neuem. Kam wieder keine Einigung zustande, so teilte man dem nächsthöheren Stand bzw. der kurfürstlichen Regierung die voneinander abweichenden Voten mit.
Das umständliche Verfahren stärkte die höheren Stände bei der Durchsetzung ihrer Interessen. Gleichzeitig sollte es aber gewährleisten, dass der jeweils höhere Stand in seine Entscheidungen automatisch die der unteren Stände mit einfließen ließ. Dem lag die allgemein verbreitete staatsrechtliche Vorstellung zu Grunde, dass das Land dem Landesherrn „unavoce“, also mit einer Stimme, gegenübertreten müsse.
Während die Kurfürsten im Kerngebiet ihres Territoriums mit einem gewissen Erfolg die Mitbestimmungsrechte der Landtage zugunsten einer absolutistischen Herrschaftsauffassung zu beschneiden wussten, gelang ihnen dies in den Nebenländern insbesondere im Herzogtum Westfalen nur in einem geringen Maße. Dort bewahrte sich der Landtag bis zum Ende des alten Reiches erheblichen Einfluss.

### Territorialverwaltung

#### Ämter
Ein Amt war ein fest umschriebener Bereich. Hier hatte der Erzbischof die Hohe und Niedere Gerichtsbarkeit. Von diesen Bereichen waren die in ihnen gelegenen Unterherrschaften und Herrlichkeiten ausgenommen. Die Größe der Ämter war relativ unterschiedlich. Kleine Ämter bestanden oft nur aus einer Stadt mit ihrem unmittelbaren Umland (Meckenheim, Rhens), einer Stadt mit einigen Gemeinden des Umlandes (Rheinbach, Zülpich, Deutz, Zons) oder auch mehreren Landgemeinden (Godesberg, Mehlem, Wolkenburg, Zeltingen, Alken, Königsdorf). Oftmals waren in einem Amt nicht alle Verwaltungsämter besetzt und manchmal noch nicht einmal das des Amtmannes. Jener war oftmals zugleich Amtmann eines anderen, benachbarten Amtes. Es gab aber auch große Ämter wie Bonn, Altenwied, Kempen-Oedt, die stets einen vollständigen Beamtenstab besaßen.
Für gewöhnlich stand an der Spitze eines Amtes der Amtmann, der jederzeit ablösbar war und bis zum Ende des Kurstaates stets aus dem Ministerialadel genommen wurde. Oftmals schon zu frühen Zeiten in ihren Amtsgeschäften von Unteramtmänner vertreten, wurden seit dem 17. Jahrhundert an ihre Stelle reguläre Amtsverwalter berufen. Hierbei behielten die Amtmänner jedoch den Titel eines solchen. Zu den Aufgaben des Amtmannes gehörte der militärische Schutz des ihm anvertrauten Amtes, der Bewohner und der hoheitlichen und nutzbaren Rechte des Erzbischofs nach außen. Auch Rechtsfrieden, Sicherheit und Ordnung nach innen waren ihm unterstellt. Mit einem festen Amtssitz versehen, erhielt für die Kosten seiner Amtsführung regelmäßige Einkünfte, die für gewöhnlich den im Amt anfallenden Einnahmen des Landesherren entnommen wurden. In späteren Zeiten erhielt er auch ein festes Gehalt. Saß er im 13. Jahrhundert noch dem Gericht vor, so wurde das Amt eines Richters doch bald personell getrennt und nun durch die landesherrliche Richter, Schultheißen und Vögte versehen, welche jedoch häufig auch zugleich Amtsverwalter oder Kellner waren.
Seit der Mitte des 14. Jahrhunderts finden wir auch das Amt des Kellners. War er im Ursprung nur für den Unterhalt des Personals auf den Amtsburgen zuständig, so waren doch bald alle landesherrlichen Einkünfte seine Zuständigkeit. Im Ursprung auch oft durch schriftkundige Geistliche verwaltet, gelangte die tatsächliche Amtsführung seit dem 18. Jahrhundert häufig in die Hände eines treuhändlichen Verwalters.

#### Unterherrschaften
In den Unterherrschaften wurde die Hohe und Niedere Gerichtsbarkeit häufig durch einen Adligen, der für gewöhnlich nicht in anderen Territorien belehnt war, ausgeübt. Die Unterherrschaft war keinem Amt unterworfen, sondern bildete ein eigenständiges Lehnsgebilde. So konnte der Erzbischof weder Bede noch Schatz als landesherrliche Steuern einfordern und lediglich eine lockere Schutzfunktion geltend machen. Auch ständige juristische Kleinkriege führten nicht zum erhofften Ziel einer vollen Landeshoheit des „Unterherren“. Entsprechend griffen die landesherrlichen Verordnungen des Erzbischofs, seine Edikte bezüglich Steuererhebungen, Jagdausübung, Gerichts-, Rechts-, Brüchten-, Polizei- und Taxenverordnungen auch hier.

#### Herrlichkeiten
Bei den Herrlichkeiten handelte es sich um die 227 Rittersitze mit ihren Appertinenzien, deren Inhaber zumeist die Niedergerichtsbarkeit besaßen. Sie waren von der Bede, dem Schatz und den Dienstpflichten gegenüber dem Erzbischof als Landesherrn ausgenommen.

#### Städte
Die Städte Kurkölns bildeten Gebietskörperschaften, denen durch Privilegien ein Recht auf eine weitgehend selbständige Erledigung ihrer Angelegenheiten zugestanden wurde. In der Erblandesvereinigung von 1463 wurden als Städte genannt: Bonn, Andernach, Neuss, Ahrweiler, Linz, Rheinberg, Kaiserswerth, Zons, Uerdingen, Kempen, Rheinbach, Zülpich und Lechenich.

### Militär
Die Kurkölnische Armee war von Mitte des 16. Jahrhunderts bis zur Auflösung des Kurkölnischen Staates ein stehendes Heer.

## Wappen
Erzbistum und Kurstaat Köln hatten folgendes Wappen: in Silber ein (häufig geständertes) schwarzes Balkenkreuz. Es erscheint auch heute noch in einer Vielzahl aktueller Kreis- und Gemeindewappen auf dem Gebiet des ehemaligen Kurstaats und seiner Exklaven Westfalen und Vest Recklinghausen (siehe Liste der Wappen mit dem Kurkölnischen Kreuz).